# Torre Roche 1
La Torre Roche 1 (en alemán: Roche Turm Bau 1) es un rascacielos de 178 metros de altura y 41 pisos situado en Basilea, Suiza. Diseñado por la firma local Herzog & de Meuron, su construcción comenzó en 2012 y se terminó en 2015. Alberga las oficinas de la empresa farmacéutica Hoffmann-La Roche.
Es el segundo edificio más alto de Suiza, solo superado por la torre vecina Torre Roche 2.

## Galería

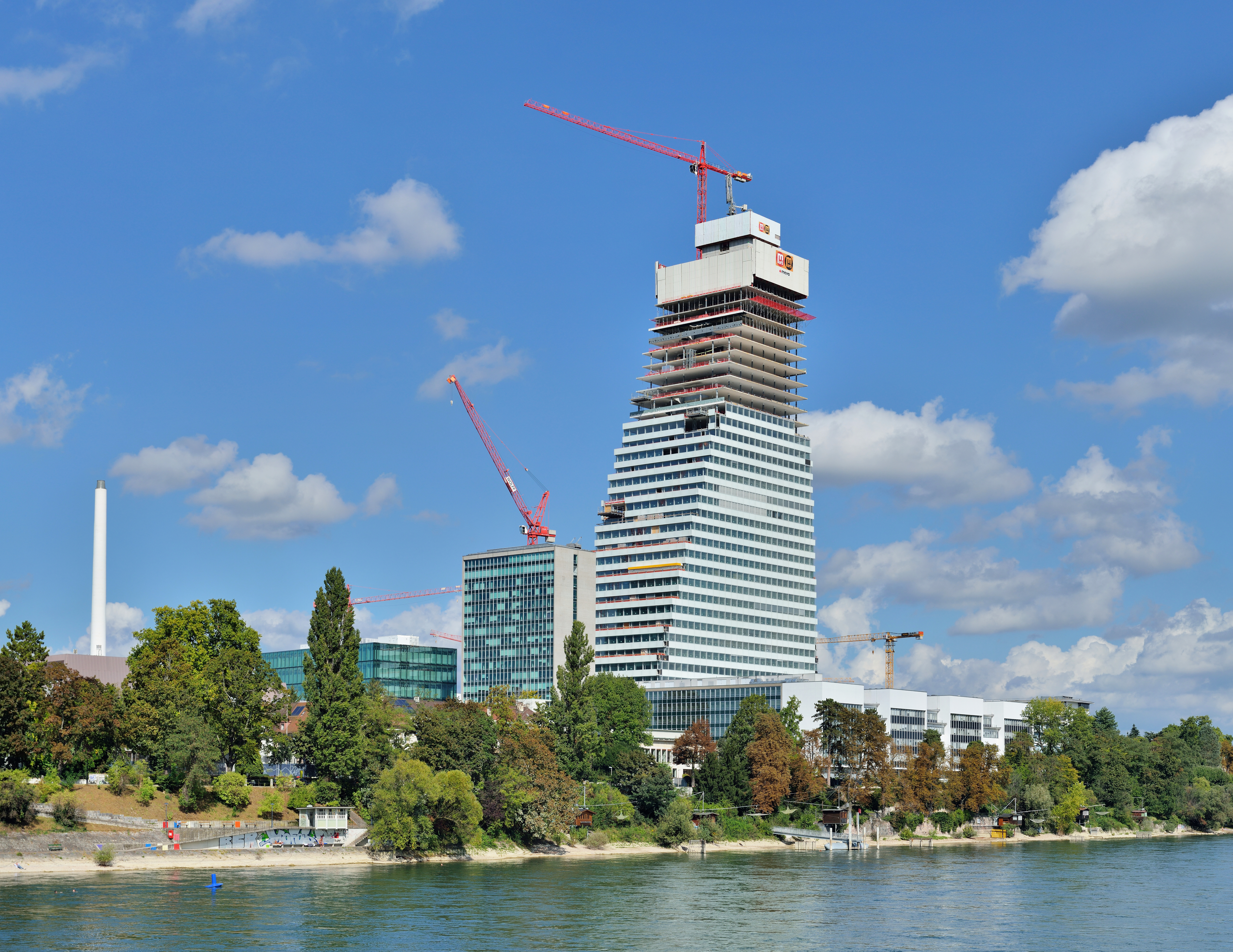
Estado de la construcción en septiembre de 2014
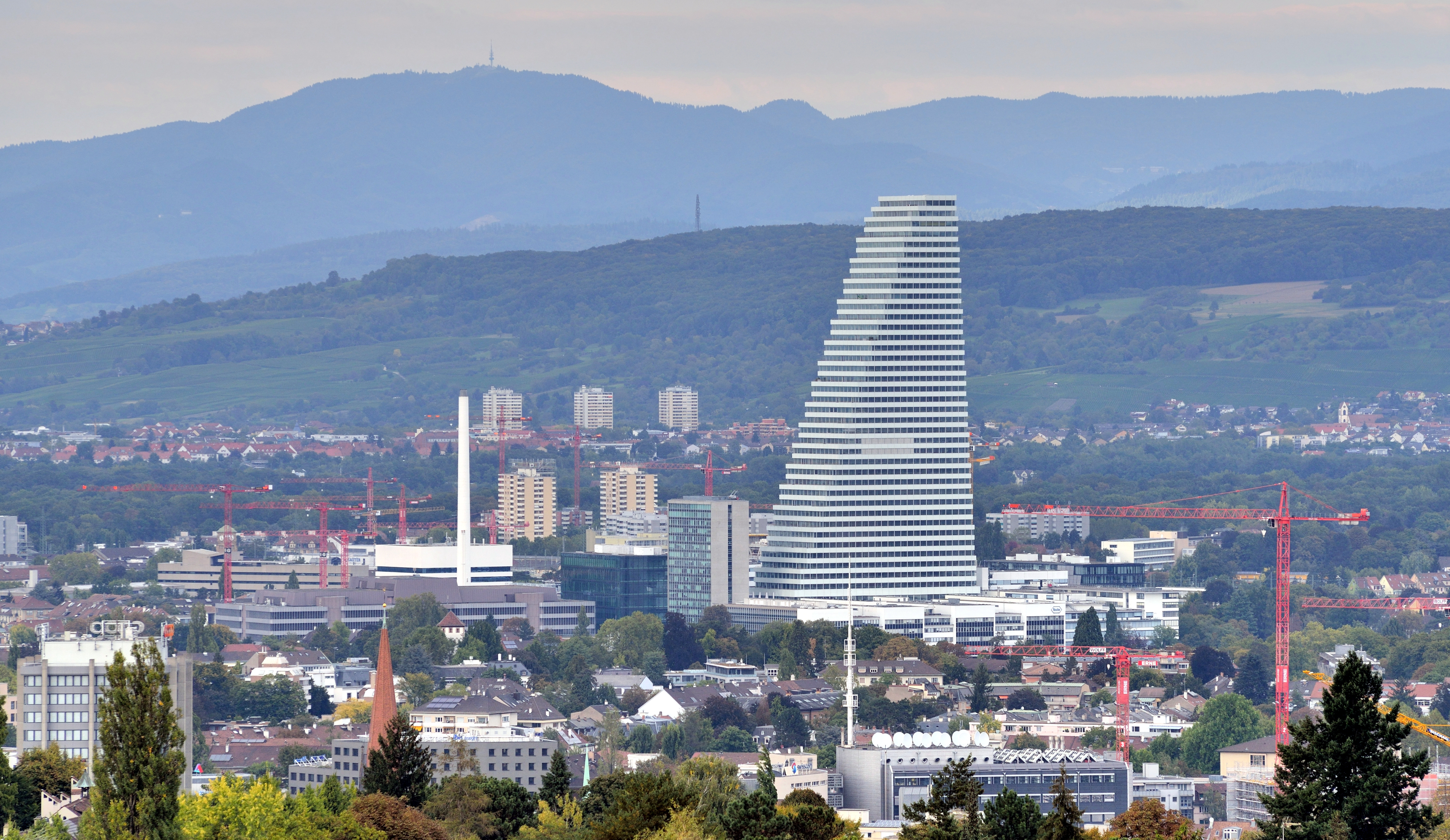
El edificio visto desde la distancia
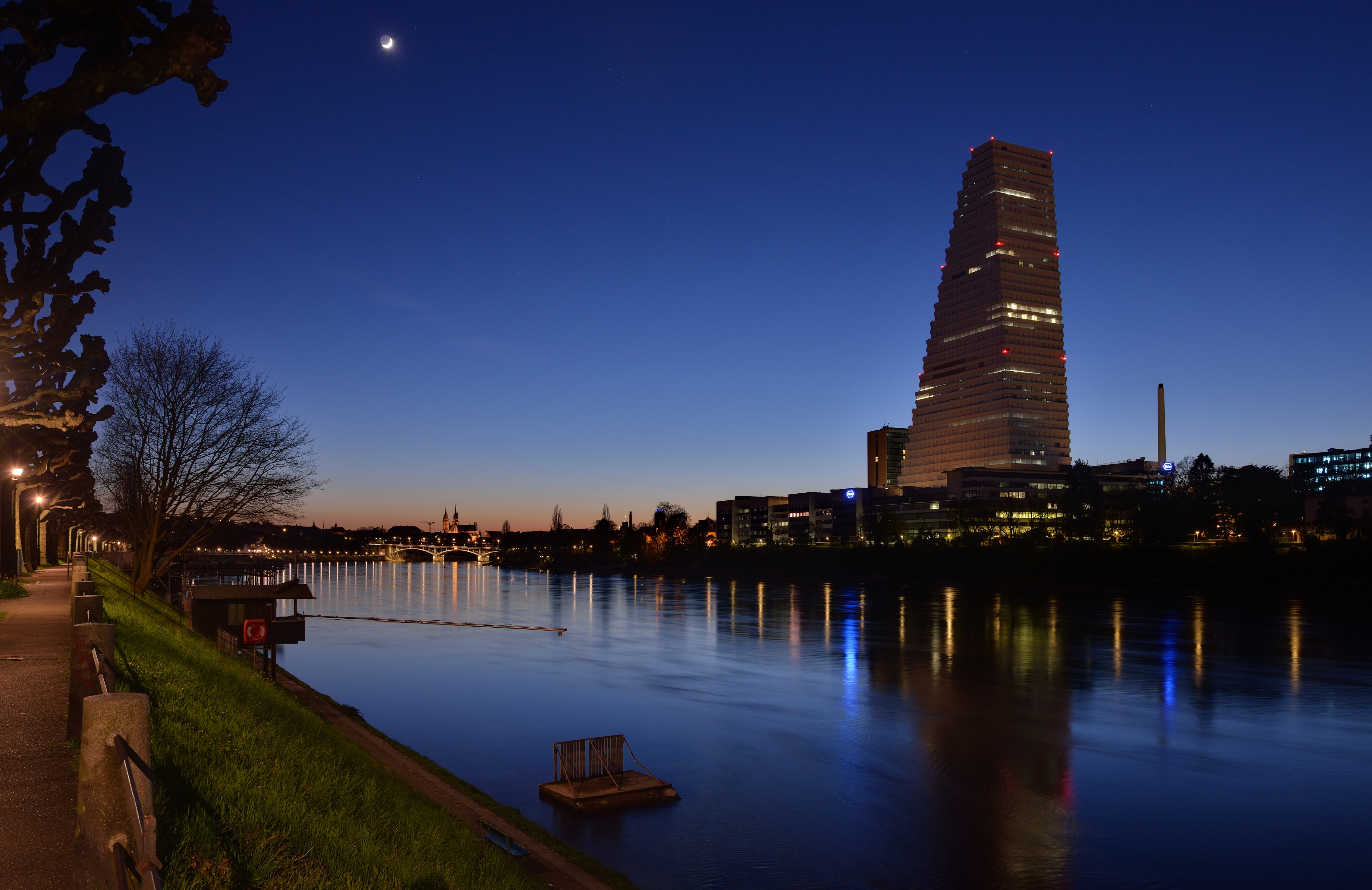
Vista nocturna, con el Rin a la izquierda
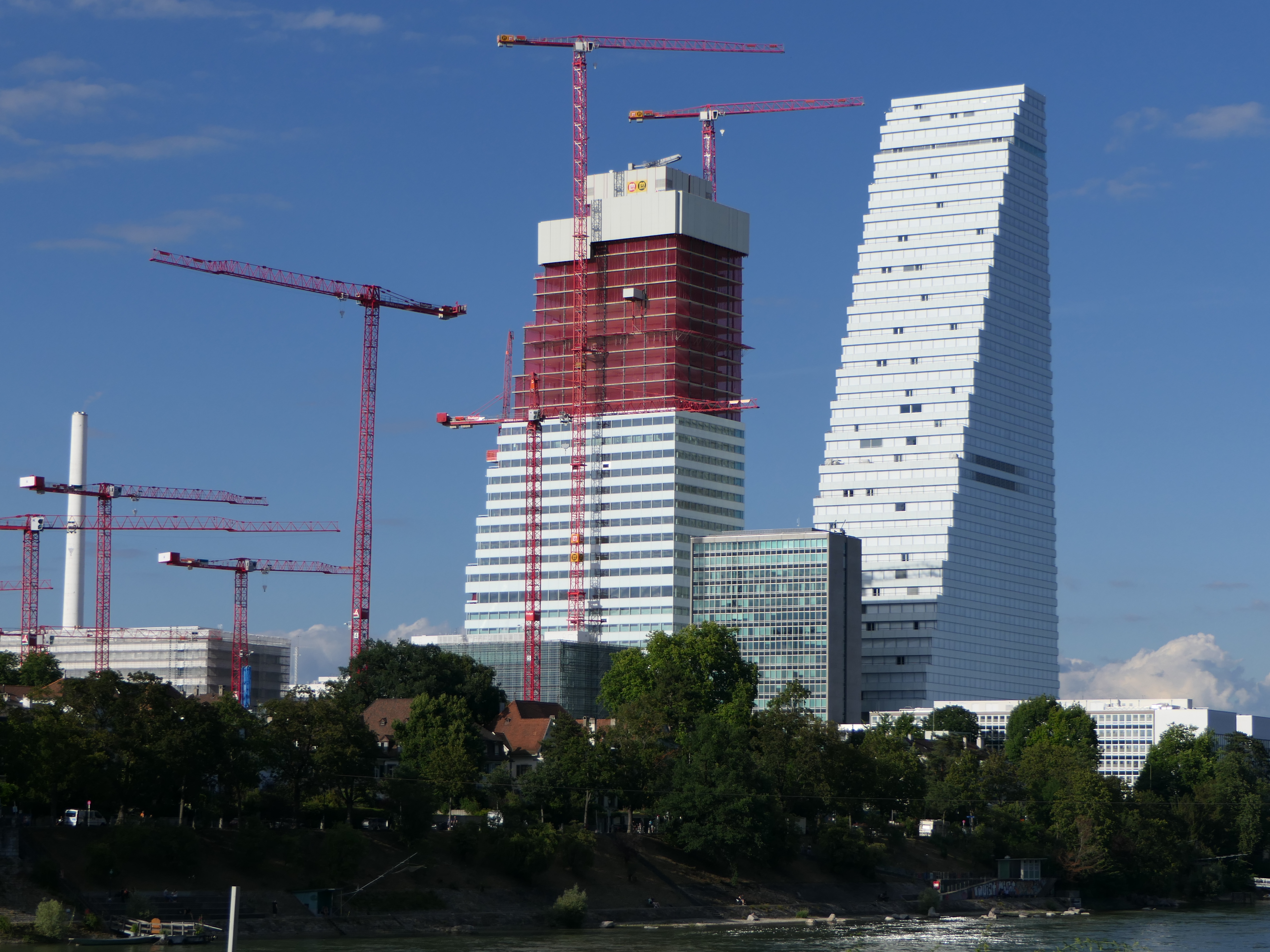
Construcción del Edificio 2 (Bau 2) en junio de 2020

| Predecesor: Prime Tower | Edificio más alto de Suiza 2016 - 2022 | Sucesor: Torre Roche 2 |